# Polygonum minimum
Polygonum minimum är en slideväxtart som beskrevs av S. Wats.. Polygonum minimum ingår i släktet trampörter, och familjen slideväxter. Inga underarter finns listade i Catalogue of Life.